# Мантофазматиди
Мантофазматúди — родина комах з ряду нотоптер. Вперше вони були описані по старовинних музейних колекціях, по зразкам, зібраним у Намібії (Mantophasma zephyrum), Танзанії (Mantophasma subsolanum), а також по знахідці у балтійському бурштині еоценового віку (45 мільйонів років; Raptophasma kerneggeri). Згодом міжнародна експедиція (2002) знайшла живих мантофазмід у гірській Намібії (Tyrannophasma gladiator і згадана вище Mantophasma zephyrum). Згодом у Південно-Африканській Республіці (2018) знайшли ще два види двох нових родів — Kuboesphasma и Minutophasma.

## Зовнішній вигляд
На Заході ці комахи відомі під вернакулярними назвами «gladiators» (гладіатори), «rock crawlers» (скалолази) та «мáнтоси». Латинська назва, яку одержала ця група комах від таксономістів, є словосполученням, утвореним від назв двох рядів — Mantoptera (богомолові) та Phasmoptera (паличники. Зовні мантофазматиди, дійсно схожі на комах цих двох рядів, але на відміну від них не мають крил навіть на стадії імаго.

## Спосіб життя
Більшість знахідок мантофазмід зроблена у гористих місцинах, на висоті до 2000 метрів. Звичайно вони активні лише вночі, хоча в Намібії знайдено денні види. Мантофазміди віддають перевагу сухим місцинам з сезонними дощами. Звичайно комахи тримаються трав'янистих куртин, часом їх зустрічали у чагарниках, а інколи — у шпаринах скель. Ховаючись серед рослинності, вони полюють на здобич — комах, павуків та ін. Вони хапають її гострими крючками передніх ніг, підтягують ближче (як справжні гладіатори!) і загризають ротовим апаратом. Зустріч самця й самиці відбувається завдяки вібраційним сигналам, які передаються через ґрунт або інший субстрат.

## Географічне поширення
Усі сучасні види ендемічні для Півдня Африки, але ймовірно, що вони є реліктами минулих геологічних епох, коли ареал групи був значно ширшим. Зокрема, про це свідчить дві знахідки комах у балтійському бурштині і одна — в осадкових породах юрського періоду у Китаї.

## Класифікація
Спочатку ентомологи вважали, що мантофазматиди утворюють окремий ряд, але молекулярно-генетичні дослідження показали, що вони досить близько споріднені з грилоблатидами (Grylloblattodea). Зараз цю групу розглядають як родину, яка разом з родиною Grylloblattidae входить в один ряд Notoptera. Загальноприйнятного ж поділу родини на підродини й триби немає. Ймовірно, це пояснюється невеликою кількістю описаних видів — їх лише 17-21 сучасний і три-шість вимерлих.